# Zur Schmerzhaften Muttergottes (Eggelhof)

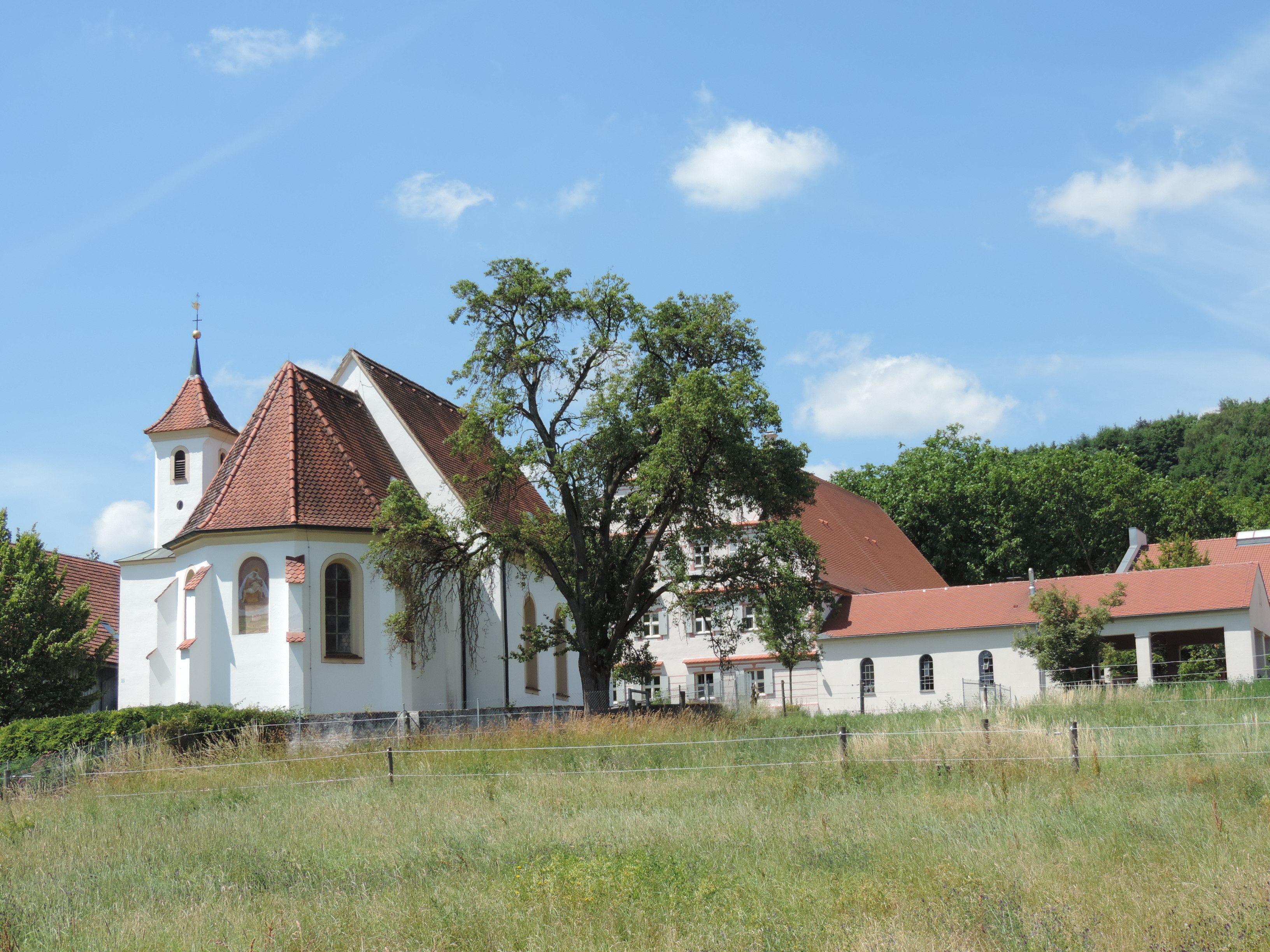
Kapelle in Eggelhof

Die Kapelle Zur Schmerzhaften Muttergottes kurz Marienkapelle in Eggelhof, einem Ortsteil der Gemeinde Langweid am Lech im Landkreis Augsburg im bayerischen Regierungsbezirk Schwaben, ist ein geschütztes Baudenkmal.

## Geschichte
Möglicherweise stand auf diesem Areal bereits zur Römerzeit ein Landhaus. Bei Ausgrabungen konnten Teile eines Grundrisses eines alemannischen Herrenhofes nachgewiesen werden, auf dessen Areal um das 8. Jahrhundert eine karolingische Holzkapelle entstand. Eine Nachfolgebau wurde im 9 bis 10. Jahrhundert errichtet. Im 12. Jahrhundert erbaute der Hohe Adel den Eggelhof und daneben eine dritte romanische Saalkirche mit eingezogenem Rechteckchor aus Tuffsteinquadern. 1356 fiel durch eine Schenkung des Augsburger Patriziers Johann Luitfried der Eggelhof samt der Kapelle an das Domkapitel Augsburg. Das sich zur Wallfahrtsstätte entwickelnde Gotteshaus, wurde ein Benefizium gestiftet, das sich das Domstift aneignete.  
Der vorhandene Altarraum wurde 1488 durch einen spätgotischen Chor ersetzt und 1492 geweiht. Das romanische Langhaus blieb zunächst erhalten. 1621 erhielt die Kapelle ein neues Dach. Seit dem 16. Jahrhundert diente der Eggelhof als Sitz eines domkapitelischen Amtes. 1621 erfolgte ein Umbau durch den domkapitelischen Werkmeister Jakob Aschberger. Im Dreißigjährigen Krieg wurde die Kapelle beschädigt. Der Wiederaufbau begann kurze Zeit später. 1765 errichtete der Baumeister Joseph Meitinger ein neues Langhaus mit kleinem Turm an der Südseite. 1968 erfolgte eine Restaurierung. Gegenwärtig wird der Außen- und Innenbereich mit einer Spende der Deutschen Stiftung Denkmalschutz renoviert.

## Architektur
Der Saalbau mit Stichkappentonne und eingezogenem, fünfseitig geschlossenem Chor besitzt an der Südseite einen Turm mit Zeltdach. Der spätgotische Chor ist mit Resten des Netzgewölbes auf halbhohen Runddiensten versehen. Das Langhaus besitzt drei Fensterachsen. An der Südseite ist die zweigeschossige Sakristei angebaut, über der sich der Turm erhebt.

## Ausstattung
Die 1765 entstandenen Fresken stammen von Johann Baptist Enderle. Der Hochaltar aus dem Jahr 1692 besitzt eine Schnitzgruppe des Marientodes aus der Zeit um 1480/90 und im Aufbau eine Pietà, die um 1510/20 datiert wird.